# Gary Hooper
Gary Hooper (Loughton, 26 gennaio 1988) è un calciatore inglese, attaccante del Maldon & Tiptree.
Dopo aver esordito tra i dilettanti a 16 anni, vincendo subito tre titoli in due stagioni (un campionato e due FA Trophy consecutive), Hooper gioca tra la seconda e la quarta divisione inglese. A 20 si trasferisce allo Scunthorpe United: in due stagioni, tra League One, Championship e le coppe, Hooper mette a segno 50 gol in 95 incontri, tanto da essere nominato miglior giocatore di sempre nella storia della squadra secondo un sondaggio del 2012. Nell'estate del 2010 passa al Celtic: esordisce nelle competizioni europee e continua a mantenere un'elevata media realizzativa (0,6), contribuendo al successo dei Celts in due campionati (2012 e 2013) e due Coppe nazionali (2011 e 2013). Nel 2013 torna in Inghilterra, debuttando in Premier League con la maglia del Norwich. Dopo due stagioni si accasa allo Sheffield Wednesday, in Championship.
A livello individuale, nel 2013 ha vinto la classifica marcatori del campionato scozzese con 24 gol realizzati. Inoltre, è l'unico giocatore nella storia del calcio ad aver segnato nelle prime quattro divisioni inglesi, in FA Cup, Football League Cup, FA Trophy, Scottish Premiership, Scottish Cup, Scottish League Cup, Europa League e Champions League, oltre ad aver realizzato gol anche nella Conference National (quinta serie) e nella Conference South (sesta serie).

## Caratteristiche tecniche
Attaccante veloce, tecnico, grintoso e dotato di una buona dote realizzativa, può giocare come prima o seconda punta.

## Carriera

### Club

#### Grays Athletic, Southend United e le esperienze in prestito
Hooper nasce ad Harlow (Essex) e cresce a Loughton. All'età di sette anni, approda nelle giovanili del Tottenham. A 14 anni gioca 20 minuti in una partita come provino per restare nella società londinese che però lo svincola. In seguito tenta di fare qualche provino con Northampton Town e Luton Town, ma i provini falliscono e così inizia a giocare in una lega amatoriale. Nella stagione 2002-2003 gioca con il Maldon Town, prima di firmare con il Grays Athletic all'inizio della stagione 2003-2004, andando a giocare in Conference National.
Inserito nelle giovanili, a soli 15 anni è convocato in panchina per un incontro di Essex Senior Cup contro il Braintree Town. L'esordio di Hooper con la squadra arriva durante la stagione successiva, in Conference South, dove l'attaccante si rende protagonista della vittoria del campionato e della conseguente promozione in quinta serie segnando 12 gol in 29 presenze di campionato. Inizia anche come titolare il match finale valido per la FA Trophy contro l'Hucknall Town, ma è sostituito ai tempi supplementari: la sfida si protrae ai calci di rigore e il Grays Athletic vince 6-5.
Nella stagione seguente in Conference National, Hooper realizza 8 gol in 40 giornate di campionato. Nel maggio 2006 resta in panchina durante la finale di FA Trophy vinta 2-0 dal club contro il Woking. A fine stagione è svincolato dal Grays Athletic: Hooper motiva la decisione dicendo che stata giocando solo gli ultimi minuti degli incontri e che voleva trasferirsi.
Nel luglio del 2006, dopo aver lasciato il Grays, Hooper fa due provini. Il primo con il Barnet, club di Football League Two, il secondo con il Southend Utd, in Championship, dove un mese dopo gli viene offerto un contratto annuale dall'allenatore Steve Tilson. Il 24 ottobre, Hooper realizza una doppietta in League Cup contro il Leeds Utd (3-1): questi sono i suoi primi gol da professionista e anche gli ultimi stagionali, chiude infatti l'anno con 25 presenze, 19 in Championship, e 2 gol. Il 15 marzo 2007, Hooper passa in prestito al Leyton Orient, club di Football League One fino al termine della stagione. Il tecnico del Southend United Tilson comunica che il prestito avrebbe permesso di valutare se l'attaccante meritasse o meno il rinnovo del contratto e per dargli maggiore esperienza. Due giorni dopo, debutta e segna con la nuova maglia contro l'Oldham Athletic (2-2). Dopo 4 presenze e 2 gol,  il primo maggio 2007 è richiamato dal Southend United, ormai retrocesso in League One: a causa dei pochi giocatori a disposizione, la società inserisce nel suo contratto una clausola per farlo ritornare e cinque giorni dopo, Hooper parte titolare nella sconfitta patita contro il Southampton (4-1).
Durante la prima parte della stagione 2007-2008 in League One, Hooper mette a segno 2 gol in 18 presenze. Il 28 gennaio 2008, firma un prolungamento del contratto di un anno e mezzo con il Southend United. Quindi, lo stesso giorno, si trasferisce nuovamente in prestito, questa volta scendendo in League Two, all'Hereford Utd. Firma un contratto mensile, il 30 gennaio esordisce contro il Barnet (1-2) e tre giorni dopo realizza il suo primo gol, decidendo la sfida contro il Rotherham Utd (0-1). Gioca altre cinque partite, segnando quattro reti prima della scadenza del contratto, fissata al 28 febbraio. Tuttavia, l'allenatore dell'Hereford Graham Turner decide di prolungargli il contratto fino al termine della stagione. Pur avendo due attaccanti infortunati, il tecnico del Southend Tilson accetta l'accordo: Hooper termina la sua esperienza all'Hereford realizzando 11 gol in 19 partite di campionato, permettendo al club di conquistare il terzo posto in classifica che vale la promozione diretta in terza serie.
All'inizio della stagione 2008-2009, Hooper è inserito nella lista trasferimenti del tecnico Liston, che vuole ricostruire il proprio reparto offensivo. L'attaccante decide di passare allo Scunthorpe Utd. Totalizza 44 presenze e 4 gol in tutte le competizioni col Southend United, giocando meglio nei suoi periodi in prestito.

#### Scunthorpe United

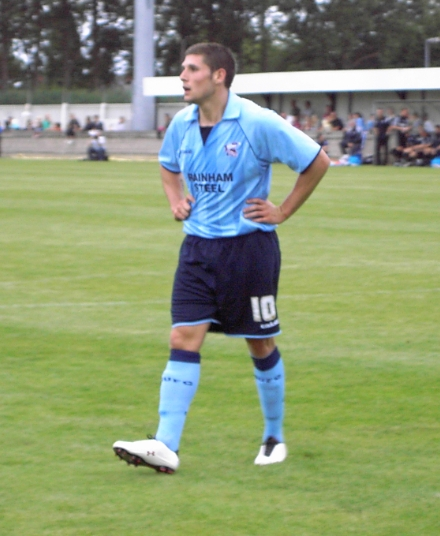
Hooper veste i colori dello Scunthorpe United nel 2009

Il 14 luglio 2008, lo Scunthorpe United acquista Hooper in cambio di 125.000 sterline, prezzo poi aumentato a 175.000. Hooper firma un triennale con il club, che milita in terza divisione. Alla sua prima partita di campionato, segna un gol nella sconfitta per 2-1 contro il Leeds. Il 6 settembre 2008, realizza la sua prima tripletta in carriera, contro il Brighton, segnando sette gol in sette partite e contribuendo a far salire lo Scunthorpe in graduatoria. Il 28 ottobre seguente, lo Scunthorpe perde il suo primo incontro di campionato giocando contro l'Oldham (3-0) dopo dodici risultati utili: Hooper lascia il campo da infortunato e inizialmente si teme si sia rotto il piede, rischiando uno stop forzato di sei mesi. In seguito, dalle radiografie emerge che il piede avevo solo subito delle forti contusioni. I media lo etichettano come l'ultimo «prodotto della fucina di attaccanti talentuosi dello Scunthorpe». Il 5 aprile 2009, lo Scunthorpe gioca la finale di Football League Trophy contro il Luton Town: nonostante la rete iniziale ad opera di Hooper, gli avversari vincono il match 3-2 ai supplementari.
A fine stagione, Hooper è premiato con il titolo di giocatore dell'anno dello Scunthorpe United. Termine l'annata, una delle sue migliori a livello realizzativo, con 30 gol in 56 match, segnando 24 marcature in campionato e contribuendo alla promozione del club in seconda serie.
All'inizio della nuova stagione, segna diversi gol anche in Championship. Il 17 aprile 2010 mette a segno una tripletta contro il Bristol City (3-0), dopo esser rientrato da un infortunio all'inguine. Conclude la stagione 2009-2010 giocando 39 partite e segnando 20 reti (19 in campionato) e raggiungendo il terzo posto nella classifica marcatori del torneo dietro a Peter Whittingham e Nicky Maynard, entrambi a 20 centri.
In un sondaggio indetto dai tifosi dello Scunthorpe United nel 2012, è stato eletto miglior giocatore di sempre della squadra.

#### L'affermazione con il Celtic

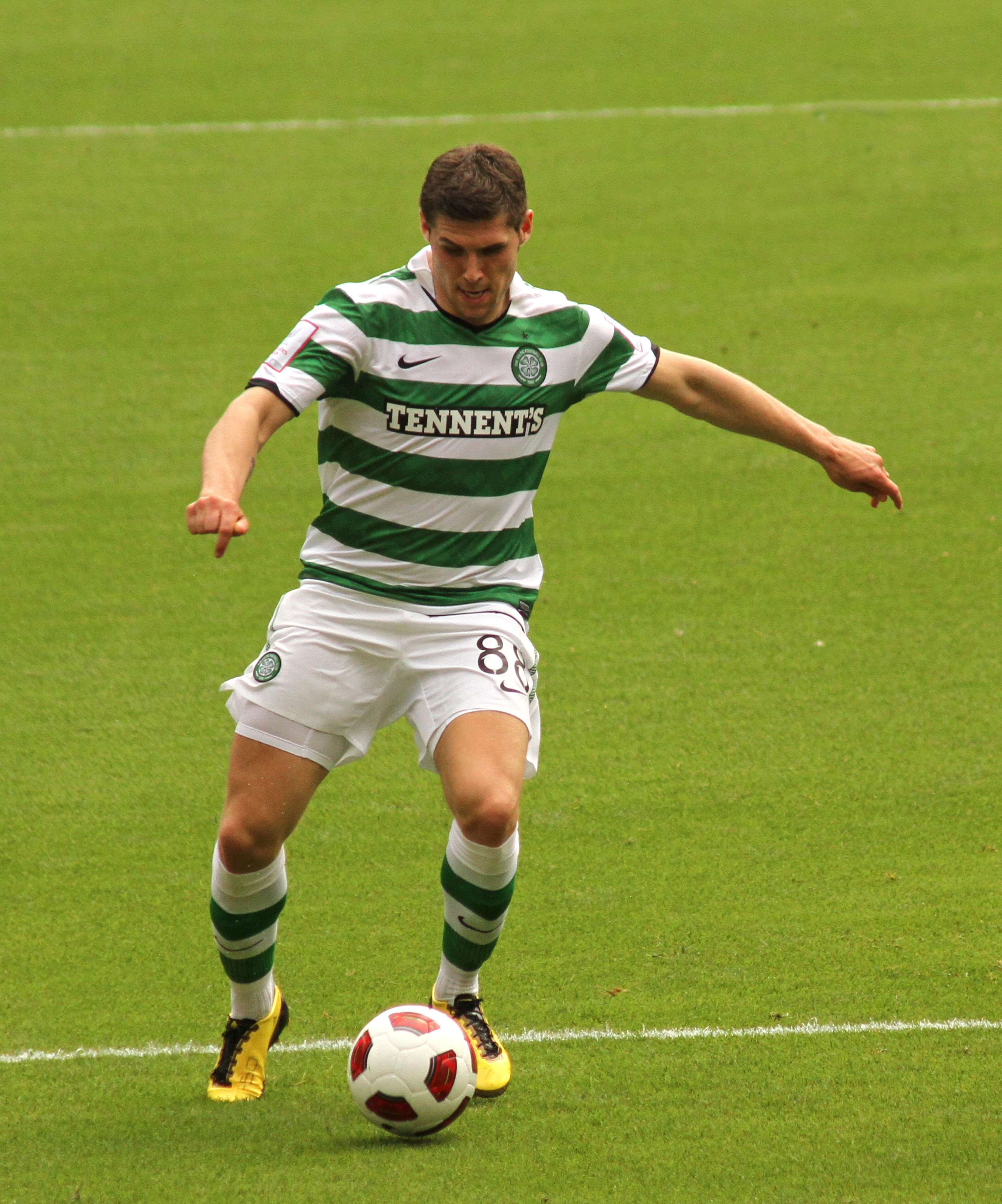
Hooper al Celtic nel 2010 mentre si appresta al tiro

Il 26 luglio 2010, il Celtic acquista Hooper per 2,4 milioni di sterline britanniche. Il trasferimento gli ha dato esperienza e nonostante i suoi 22 anni e il passaggio in una squadra blasonata, ha tenuto i piedi per terra. Il 4 agosto 2010, Hooper realizza una rete all'esordio, contro i portoghesi del Braga in una sfida valida per il terzo turno di qualificazione di UEFA Champions League. Quattro giorni più tardi, Hooper si strappa il polpaccio in un'amichevole contro il Blackburn, dovendo restare ai box per sei settimane.
Al suo ritorno in campo, il 22 settembre 2010, Hooper segna un gol contro l'Inverness in Scottish League Cup (6-0). Il 25 settembre 2010, Hooper fa il suo esordio in Scottish Premier League contro l'Hibernian, match vinto 2-1. Il 2 ottobre seguente, mette a segno anche la sua prima marcature in campionato, contro l'Hamilton Academical (3-1). Il 6 novembre, Hooper e l'attaccante Anthony Stokes segnando entrambi una tripletta nello storico 9-0 inflitto ai danni dell'Aberdeen: il match è quello vinto in casa con il maggior scarto nella storia del campionato scozzese. Il 21 maggio 2011, Hooper conquista il suo primo titolo con i Celts, vincendo la Coppa di Scozia contro il Motherwell (3-0). A fine stagione arriva secondo per il premio giocatore dell'anno della PFA dietro al compagno di squadra Emilio Izaguirre ed è inserito nella squadra dell'anno della PFA riferita al campionato scozzese. Durante la stagione 2010-2011, Hooper diviene il miglior marcatore dell'intera Gran Bretagna e uno dei migliori marcatori europei, segnando 20 gol in 26 partite e con una media di 0,77 gol a partita, piazzandosi solamente dietro Cristiano Ronaldo, Lionel Messi e Antonio Di Natale.

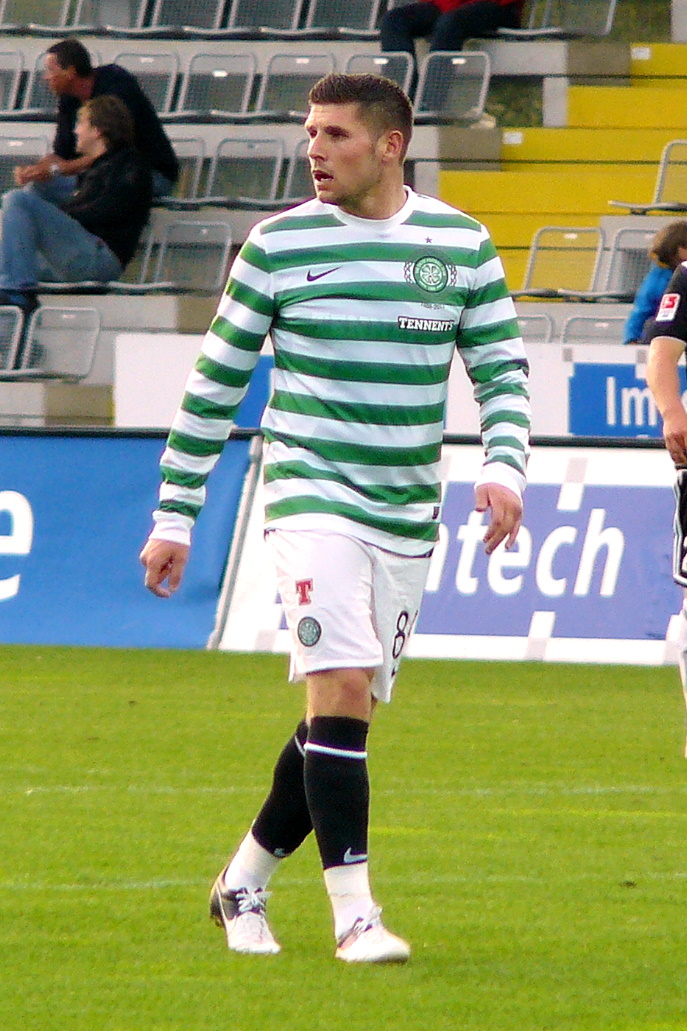
Hooper con la maglia del Celtic nel 2012

Il 13 agosto realizza il suo primo gol stagionale contro il Dundee United (5-1): in questo match s'infortuna alla caviglia, saltando i due incontri successivi. Il 3 novembre, Hooper firma il suo primo gol in UEFA Europa League contro il Rennes, partita vinta 3-1 dagli scozzesi. Il 26 novembre seguente segna tre gol al St. Mirren (5-0). Dopo aver segnato cinque gol a novembre, Hooper è insignito del premio come giocatore del mese della SPL. Il 13 maggio 2012, nell'ultima partita stagionale per il Celtic, Hooper firma tutti e cinque i gol contro l'Hearts (5-0). Termina la stagione con 29 gol in 50 presenze, 24 reti in 37 giornate di SPL, il titolo di miglior marcatore del campionato e il titolo di campione di Scozia.
Il 25 settembre 2012, sigla un poker di reti contro il Raith Rovers (4-1), incontro valido per la Scottish League Cup. Nel gennaio 2013 è nuovamente nominato giocatore del mese della SPL. Con la doppietta realizzata da Hooper ai danni dell'Inverness (4-1), il 21 aprile 2013 i Celts si assicurano la vittoria del titolo scozzese. Il 26 maggio seguente, marca una doppietta contro l'Hibernian (2-0), contribuendo in modo decisivo anche al successo del Celtic in Scottish Cup. Quella del 2012-2013 è la sua miglior stagione a livello realizzativo: firma 31 reti in 51 sfide, 19 in SPL, 8 nelle coppe nazionali e 4 in Champions League.
La sfida del 23 luglio 2012 contro il Cliftonville in Champions League è la sua ultima partita con il Celtic: termina la sua esperienza in Scozia dopo aver vinto due campionati e due Coppe di Scozia, con un totale di 82 gol in 138 presenze, alla media di 0,6 gol a partita.

#### Il ritorno in patria: Norwich e Sheffield Wednesday
Il 26 luglio 2013, Hooper firma un triennale con opzione per il quarto anno con il Norwich City, facendo così ritorno in Inghilterra: il costo del trasferimento non è stato svelato (intorno ai 5 milioni di sterline, corrispondenti a € 6,3 milioni). Fa il suo debutto in Premier League il 21 settembre successivo, contro l'Aston Villa, subentrando al 63' (match perso 1-0).
Il 9 novembre, Hooper mette a segno il suo primo gol in Premier contro il West Ham Utd (3-1). In seguito a questa marcatura, diviene il primo giocatore ad aver segnato nelle prime quattro divisione del campionato inglese, nella prima divisione del campionato scozzese, nelle due coppe nazionali di Inghilterra e Scozia, in Champions e in Europa League.  Hooper termina la stagione segnando 6 gol in campionato e 8 in totale, divenendo il miglior marcatore stagionale del Norwich, ma non riuscendo a evitare la retrocessione in seconda divisione della squadra.
Salta i primi due mesi della nuova stagione a causa di un infortunio. Tornato in campo ad ottobre, segna il suo primo gol stagionale il 22 novembre 2014, contro il Brighton (3-3). Il 26 dicembre realizza una doppietta contro il Millwall (6-1) e il 7 febbraio 2015 torna a segnare tre gol, decidendo il match contro il Blackpool (4-0). Hooper finisce l'anno a quota 12 gol in Championship, contribuendo alla conquista del terzo posto in classifica per il Norwich City. Hooper non è protagonista dei play-off, vinti contro Ipswich Town e Middlesbrough, che permettono al Norwich City di risalire in Premier.
Il club torna in Premier League, ma Hooper ha ormai perso il posto da titolare in squadra. Il 27 ottobre 2015, l'attaccante passa in prestito in seconda divisione, accettando l'offerta dello Sheffield Wednesday e firmando fino al gennaio 2016. Quattro giorni dopo, esordisce contro il Nottingham Forest (partita vinta 1-0). Nella sfida persa 2-1 contro il MK Dons, arriva il primo gol con la nuova maglia. Dopo aver segnato 6 reti in 13 incontri di Championship, il 22 gennaio 2016 lo Sheffield Wednesday acquista Hooper a titolo definitivo e gli fa firmare un contratto valido fino a giugno 2019. Anche in questo caso, il costo dell'operazione non è stato rilevato (circa 3 milioni di sterline).

#### Kerala Blasters
Il 5 ottobre 2020 passa a titolo definitivo al Kerala Blasters, squadra indiana della Indian Super League. Segna il suo primo gol il 26 novembre, nella partita contro il NorthEast United.

## Statistiche
Durante la sua carriera, Hooper ha segnato in 14 competizioni differenti: ha giocato globalmente 500 partite segnando 212 reti, alla media di 0,42 gol a partita.

### Presenze e reti nei club
Statistiche aggiornate al 30 aprile 2016.
| Stagione                   | Squadra                    | Campionato                 | Campionato | Campionato | Coppe nazionali | Coppe nazionali | Coppe nazionali | Coppe continentali | Coppe continentali | Coppe continentali | Altre coppe  | Altre coppe | Altre coppe | Totale | Totale |
| Stagione                   | Squadra                    | Comp                       | Pres       | Reti       | Comp            | Pres            | Reti            | Comp               | Pres               | Reti               | Comp         | Pres        | Reti        | Pres   | Reti   |
| -------------------------- | -------------------------- | -------------------------- | ---------- | ---------- | --------------- | --------------- | --------------- | ------------------ | ------------------ | ------------------ | ------------ | ----------- | ----------- | ------ | ------ |
| 2004-2005                  | Grays Athletic             | CS                         | 29         | 12         | -               | -               | -               | -                  | -                  | -                  | FATrophy+CLC | 9+4         | 4+1         | 42     | 17     |
| 2005-2006                  | Grays Athletic             | FLC                        | 39+1       | 8+0        | FACup           | 3               | 0               | -                  | -                  | -                  | FATrophy+ESC | 5+3         | 0+4         | 51     | 12     |
| Totale Grays Athletic      | Totale Grays Athletic      | Totale Grays Athletic      | 69         | 20         |                 | 3               | 0               |                    |                    |                    |              | 22          | 9           | 93     | 29     |
| lug. 2006-feb. 2007        | Southend Utd               | FLC                        | 19         | 0          | FACup+CdL       | 1+5             | 0+2             | -                  | -                  | -                  | -            | -           | -           | 25     | 2      |
| mar.-giu. 2007             | Leyton Orient              | FL1                        | 4          | 2          | -               | -               | -               | -                  | -                  | -                  | -            | -           | -           | 4      | 2      |
| 2007-2008                  | Southend Utd               | FLC                        | 13         | 2          | FACup+CdL       | 3+2             | 0+0             | -                  | -                  | -                  | FLT          | 1           | 0           | 19     | 2      |
| Totale Southend United     | Totale Southend United     | Totale Southend United     | 32         | 2          |                 | 11              | 2               |                    | -                  | -                  |              | 1           | 0           | 44     | 4      |
| gen.-giu. 2008             | Hereford Utd               | FL2                        | 19         | 11         | -               | -               | -               | -                  | -                  | -                  | -            | -           | -           | 19     | 11     |
| 2008-2009                  | Scunthorpe Utd             | FL1                        | 45+2       | 24         | FACup+CdL       | 3+1             | 4+0             | -                  | -                  | -                  | FLT          | 5           | 2           | 56     | 30     |
| 2009-2010                  | Scunthorpe Utd             | FLC                        | 35         | 19         | FACup+CdL       | 1+3             | 0+1             | -                  | -                  | -                  | -            | -           | -           | 39     | 20     |
| Totale Scunthorpe          | Totale Scunthorpe          | Totale Scunthorpe          | 82         | 43         |                 | 8               | 5               |                    | -                  | -                  |              | 5           | 2           | 95     | 50     |
| 2010-2011                  | Celtic                     | SPL                        | 26         | 20         | SC+CdL          | 5+4             | 0+1             | UCL+UEL            | 1+0                | 1                  | -            | -           | -           | 36     | 22     |
| 2011-2012                  | Celtic                     | SPL                        | 37         | 24         | SC+CdL          | 3+4             | 1+2             | UEL                | 6                  | 2                  | -            | -           | -           | 50     | 29     |
| 2012-2013                  | Celtic                     | SPL                        | 32         | 19         | SC+CdL          | 5+3             | 2+6             | UCL                | 11                 | 4                  | -            | -           | -           | 51     | 31     |
| ago. 2013                  | Celtic                     | SP                         | 0          | 0          | SC+CdL          | 0               | 0               | UCL                | 1                  | 0                  | -            | -           | -           | 0      | 0      |
| Totale Celtic              | Totale Celtic              | Totale Celtic              | 95         | 63         |                 | 24              | 12              |                    | 19                 | 7                  |              | -           | -           | 138    | 82     |
| ago. 2013-2014             | Norwich City               | PL                         | 32         | 6          | FACup+CdL       | 0+2             | 2               | -                  | -                  | -                  | -            | -           | -           | 34     | 8      |
| 2014-2015                  | Norwich City               | FLC                        | 30+2       | 12         | FACup+CdL       | 1+1             | 0               | -                  | -                  | -                  | -            | -           | -           | 34     | 12     |
| ott. 2015                  | Norwich City               | PL                         | 2          | 0          | FACup+CdL       | 0               | 0               | -                  | -                  | -                  | -            | -           | -           | 2      | 0      |
| Totale Norwich City        | Totale Norwich City        | Totale Norwich City        | 66         | 18         |                 | 4               | 2               |                    | -                  | -                  |              | -           | -           | 70     | 20     |
| 2015-2016                  | Sheffield Weds             | FLC                        | 29+3       | 13+0       | FACup+CdL       | 1+1             | 0               | -                  | -                  | -                  | -            | -           | -           | 34     | 13     |
| 2016-2017                  | Sheffield Weds             | FLC                        | 23         | 6          | FACup+CdL       | 0+1             | 0               | -                  | -                  | -                  | -            | -           | -           | 24     | 6      |
| 2017-2018                  | Sheffield Weds             | FLC                        | 24         | 10         | FACup+CdL       | 0+1             | 0+1             | -                  | -                  | -                  | -            | -           | -           | 25     | 11     |
| 2018-2019                  | Sheffield Weds             | FLC                        | 6          | 1          | FACup+CdL       | 0               | 0               | -                  | -                  | -                  | -            | -           | -           | 6      | 1      |
| Totale Sheffield Wednesday | Totale Sheffield Wednesday | Totale Sheffield Wednesday | 85         | 30         |                 | 4               | 1               |                    | -                  | -                  |              | -           | -           | 89     | 31     |
| 2019-2020                  | Wellington Phoenix         | AL                         | 21         | 8          | -               | -               | -               | -                  | -                  | -                  | -            | -           | -           | 21     | 8      |
| 2020-2021                  | Kerala Blasters            | ISL                        | 18         | 5          | -               | -               | -               | -                  | -                  | -                  | -            | -           | -           | 18     | 5      |
| 2021-2022                  | Wellington Phoenix         | AL                         | 14         | 4          | -               | 1               | 1               | -                  | -                  | -                  | -            | -           | -           | 15     | 5      |
| Totale Wellington Phoenix  | Totale Wellington Phoenix  | Totale Wellington Phoenix  | 35         | 12         |                 | 1               | 1               |                    | -                  | -                  |              | -           | -           | 36     | 13     |
| Totale carriera            | Totale carriera            | Totale carriera            | 459        | 189        |                 | 53              | 22              |                    | 19                 | 7                  |              | 27          | 11          | 548    | 229    |

## Palmarès

### Club

#### Competizioni nazionali
- Conference South: 1

Grays Athletic: 2004-2005
- FA Trophy: 2

Grays Athletic: 2004-2005, 2005-2006
- Coppa di Scozia: 2

Celtic: 2010-2011, 2012-2013
- Campionato scozzese: 2

Celtic: 2011-2012, 2012-2013
- Coppa di Cipro: 1

Omonia: 2022-2023

### Individuale
- Capocannoniere della Scottish Premier League: 1

2011-2012 (24 gol)